# Кијево (Београд)
Кијево је београдско насеље које се налази у градској општини Раковица.

## Локација
Налази се на југозападним падинама Стражевице, у централном делу општине, на ушћу Кијевског потока у Топчидерску реку. Граничи се са Петловим брдом на западу, Лабудовим брдом и Кнежевцом на северу и Ресником на југоистоку. Области јужно од Кијева : Ливаде, Клик и Шабинац још увек нису урбанизоване.
Насеље се налази у долини Топчидерке, 14 км јужно од центра Београда у близини раскрснице Ибарске магистрале.

## Географија
Првобитно је ово подручје било погодно за туризам и било је познато као излетничка локација. Цветне ливаде су окруживале и Кијевски поток и Топчидерку, које су се омеђивале храстовим шумама и пољопривредним ораницама. Касније је у котлини настало вештачко Кијевско језеро. Међутим, до 1960-их све је то нестало. Насеље је постало насељеније, изграђени су аутопут и тунел, а подручје је потпуно урбанизовано. Језеро је исушено, шуме посечене, а ливаде и њиве временом претворене у мочваре.
Падине Стражевице сачињавају богате наслаге песковито-детритног силицификованог кречњака, који се и данас експлоатишу у Кијевском каменолому, који је првобитно био отворен за снабдевање железничког предузећа, али је постао и главни извор камена за Београд.

## Историја

### Почетак 20. века
Кијево је до почетка 20. века било ненасељени део раковичког сеоског подручја. Светозар Стефановић, индустријалац који је у Крагујевцу основао прву фабрику конзерви у Србији, преселио се у Београд и купио земљиште на ушћу Кијевског потока у Топчидерку и засадио воће и поврће, укључујући и велику плантажу воћа на падинама уз обалу Кијевског потока. Касније, 1901. године и своју фабрику из Крагујевца преноси у Кијево. Фабрика је национализована после Другог светског рата од стране нових комунистичких власти, преименована у „Први Мај“ и пресељена на Чукарицу крајем 1950-их. Фабрика је била претходница савремене фабрике конзерви ФМП.
Након што је 1901. настало Кијевско језеро, парцеле око језера су населили имућни Београђани који су подигли виле око језера. Међу првима је био Моша Аврам "Маца", власник прве фабрике кишобрана у Београду. Његова вила је касније адаптирана у прву кијевску основну школу, а после Другог светског рата једно време постаје седиште локалног огранка ОЗНЕ (Југословенске безбедносне агенције). Зграда је срушена шездесетих година 20. века.
Поред Стефановића, брзи индустријски развој Кијева укључивао је предузетнике Парапида, Томића и Марковића који су основали каменолом, док је тадашњи велики земљопоседник Фотелић поседовао велики земљишни комплекс на јужним и југоисточним падинама Петловог брда. Било је бројних мањих земљопоседника, углавном сељачких породица из Кнежевца, али и из Ресника и оближњег Рушња. Пошто су сељаци у то време постали веома задужени, посебно током Велике депресије, земљу у Кијеву је купила Хипотекарна банка 1931/1932. Одузето земљиште на источним и јужним падинама Петловог брда, у алувијалним долинама обе реке, парцелисано је и продато радницима железничког предузећа. Тада је Кијево почело да се у потпуности развија као насеље.

### Период након Другог светског рата
До 1941. године, око 200 људи се настанило у Кијеву, са додатних 80 који су побегли током Другог светског рата. После рата у Београд се доселио огроман број сеоског становништва, посебно из ратног трна и сиромашних крајева, али и због дефицита радне снаге у граду. Многи су радили у Кијеву због изградње пруге и тунела, па су привремене бараке за раднике и њихове породице биле смештене по целом београдском предграђу, па и Кијеву. Неки од њих и даље постоје.[1] Генерални план Београда (ГУП) из 1950. године предвиђао је цело подручје од брда Змајевац, испод Миљаковца, преко Кнежевца до Кијева, као зелено, неурбанизовано, излетиште.
Следећи талас насељавања Кијева почео је 1953. године, што се поклопило са масовним пресељавањем локалног пољопривредног становништва које се насељавало у Београд. Како је Кијево у то време било означено као зелена површина, а зграда била ограничена, непланска градња је цветала. Како је у граду владао велики недостатак станова, досељеници су куповали парцеле у Кијеву и градили своје куће. У периоду 1953—1960. године у насеље се уселило 800 људи.
Следећа фаза развоја започела је 1962. године, овога пута под управом општине Чукарица којој је Кијево тада припадало након што је укинуто као засебно насеље 1959. године и припојено селу Кнежевац, које је изгубило општину и постало део Чукарице. Како је општина издавала грађевинску дозволу, насеље се ширило са првобитно сушнијих делова нижих и источних падина. Појединачне куће су сада изграђене, скоро на врху Петловог брда и на левим падинама Дубоког потока. У периоду 1961—1965, у Кијево се населило 700 нових становника.

### Модерно доба
Општина је 1965. године предала ово подручје развојној агенцији и почео је планирани раст. Тиме је завршена индивидуална градња и почела је изградња вишеспратнице. У периоду 1966-1969, у Кијеву се населило 2.500 људи. Овако снажан и брз развој, иако је био планиран, имао је својих застоја, посебно у погледу некомпатибилности са рационалном изградњом насеља што је подигло цену како изградње тако и комуналне мреже. Изградња је настављена без отклањања проблема, али је ново насеље делимично усклађено са ГУП-ом Београда из 1972. године. Овим новим ГУП-ом је одустао од ГУП-овог пројекта зелених површина на овој локацији из 1950. године и прешао на урбану изградњу.
ГУП је предвиђао урбанистичко спајање Кнежевац-Кијево и Железник, дуж пута Кружни пут, чиме би се створио секундарни центар Београда. Планирани приградски град је требало да има 35.000 радника и 100.000 становника, на површини од 150 хектара. Град је требало да има бројне пословне зграде, робне куће, хотеле, образовне установе, научне установе и медицинске институте. Пројекат није реализован и два насеља су остала неповезана, иако су оба независно формирала једну урбану целину са Београдом у то време и 1972. године укинута као посебна насеља и припојена Београду као кварт.
У периоду 1970—1971. у кнежевачко-кијевски крај уселило се 4.500 људи. Према попису из 1971. године, Кнежевац, још увек засебно насеље, имао је 13.022 становника, али је 8.823 припадало срезу Кијево-Петлово Брдо, чиме је Кијево двоструко веће од самог Кнежевца. Само 19% становништва је било аутохтоно. Миграције су након тога скоро заустављене, а неформална насеља расељена, па је већ 1972. године почело да опада становништво. Становништво је расељено у суседна насеља и села Миљаковац, Ресник, Рушањ, Пелово Брдо и Сремчица. До тог времена, насеље је било потпуно урбанизовано и ниједна породица се није бавила искључиво земљорадњом, иако су се неке мале њиве још увек обрађивале.
Поток је деценијама остао нерегулисан, и даље је поплавио суседне куће током обилних киша. Регулација деонице дугачке 1.265 м која је требало да спречи будуће поплаве, почела је 2020. године. Рок је био 2022. или 2023. године. Одлучено је да се пловни пут у потпуности спроведе у подземне цеви.
Временом се нови део са високим зградама издвојио као посебна четврт Петловог брда, па се данас назив Кијево односи само на стари део насеља.

## Администрација и карактеристике
Кијево је било посебно село све до 1959. године када је припојено Кнежевцу, који је 1972. године припојен Београду.
Кијево је данас организовано као месна заједница, подопштинска административна јединица. Године 2010. западни део месне заједнице је издвојен и ушао у састав новоформиране месне заједнице Петлово брдо.
У урбанистичком и катастарском смислу Кијево чини једну целину са суседним Кнежевцем. Већи део подручја некадашњег насеља Кијево данас је део катастарске општине Кнежевац, а мањи део је придодат катастарској општини Ресник.

## Економија
Некадашње село је урбанизацијом Кијево постало јужни продужетак Раковице и претежно индустријализовано подручје. Најважнија карактеристика у комшилуку је каменолом који снабдева целокупну београдску грађевинску индустрију каменом и шкриљцима. Преостала индустрија се такође бави грађевинарством (грађевинска предузећа и цементаре Комграп, Градитељ и др.).
Кијево је важна саобраћајна раскрсница. Овде се налази прелаз Београд-Ниш и приградске железничке пруге Београд, са неколико тунела и железничком станицом „Кијево”. Ту пролази Кружни пут или „кружни пут“ који обилази читаву јужну периферију Београда, такође са тунелом у Кијеву.

## Градски саобраћај
До насеља се линијама гсп-а може стићи:
- Линија 54 Миљаковац 1 — МЗ Макиш[15]
- Линија 94 Нови Београд /Блок 45/ — Ресник /Едварда Грига/[16]
- Линија 501 Петлово брдо — Старо Кијево[17]
- Линија 504 Видиковац — Ресник /Железничка станица/[18]
- Линија 47Н Трг Републике — Миљаковац 3 — Ресник /Железничка станица/[19]

Преко Железничке станице Кијево са БГ Воз линијама:
- БГ Воз 2 Овча — Ресник
- БГ Воз 3 Овча — Младеновац
- БГ Воз 4 Овча — Лазаревац